# Kožlany
Kožlany, bis 1924 Kozlany (deutsch: Koschlan), ist eine Stadt in Tschechien. Sie befindet sich fünf Kilometer östlich von Kralovice und gehört zum Plzeňský kraj.

## Geographie
Die Stadt liegt in 413 m ü. M. auf einer Hochfläche in der Quellmulde des Kožlanský potok, eines kleinen Zuflusses der Javornice, im Rakonitzer Hügelland (Rakovnická pahorkatina). Nach Norden und Osten fällt die Landschaft steil in die Täler des Hradecký potok und der Javornice ab, an deren Zusammenfluss östlich von Kožlany die Reste der Burg Angerbach zu finden sind. Durch Kožlany führt die Staatsstraße zwischen Kralovice und Rakovník. Nördlich verläuft die Eisenbahnnebenstrecke von Rakovník nach Mladotice, an der Kožlany westlich außerhalb der Stadt einen Bahnhalt hat.
Nachbarorte sind Samota pod Mostem und Kůzová im Norden, Čistá im Nordosten, Břežany und Hedčany im Osten, Černíkovice und Dřevec im Süden, Kralovice im Westen sowie Hradecko im Nordwesten.

## Geschichte
Kožlany entstand im 13. Jahrhundert als König Ottokar I. Přemysl dort einen Jagdhof errichtete. Um 1230 kaufte das Kloster Plasy Kožlany von der königlichen Kammer. 1238 machte König Wenzel I. den Verkauf rückgängig und tauschte den Ort gegen Žihle ein. Zwischen 1240 und 1250 entstand eine Ansiedlung. Seit 1283 ist eine Pfarrkirche nachweisbar. 1313 gestattete König Johann von Böhmen Otto Kožlanský z Kožlan die Lokation des Ortes zu emphytheutischem Recht. Karl IV. erhob Kožlany am 12. August 1351 zum Städtchen mit Marktrecht und schlug ihn der zur königlichen Burg Křivoklát gehörenden Herrschaft Angerbach zu.
Georg von Podiebrad überließ die Herrschaft Angerbach seinem Vasallen Jobst von Einsiedel, dem Vladislav II. noch das Wappenrecht und Braurecht verlieh. Zu Ende des 16. Jahrhunderts gelangte Kožlany wieder in den königlichen Besitz und wurde der Burg Zbiroh zugeordnet. 1601 erwarb Jobsts jüngerer Bruder Heinrich Jakob Teyrowsky von Einsiedel den Marktflecken von Rudolf II. zurück und erteilte dem Ort das Privileg zur Errichtung einer eigenen Verwaltung und eines Rathauses.
Im Dreißigjährigen Krieg wurde Kožlany stark beschädigt. Seit 1672 sind in der Stadt Juden nachweisbar und um 1700 entstand nördlich von Kožlany auf dem früheren Galgenberg ein jüdischer Friedhof, der später wieder aufgelassen wurde. 1702 verkauften die Teyrowsky den Besitz an Wenzel Joseph Lazansky von Buggau (Lažanský z Bukové). In dieser Zeit sank die Bedeutung des Fleckens und er verarmte. Die Besitzerin Maria Gabriela Lazansky von Chudenice ließ sich die Privilegien für den Marktflecken im 18. Jahrhundert durch Maria Theresia bestätigen. In dieser Zeit wurden große Teile des Ortes durch die drei Stadtbrände von 1768, 1773 und 1789 vernichtet. 1783 wurde der jüdische Friedhof auf dem Galgenberg erneuert.
Zu Beginn des 19. Jahrhunderts war die Zahl der jüdischen Bürger in dem Städtchen so weit zurückgegangen, dass die jüdische Gemeinde erlosch, den jüdischen Friedhof übernahm die jüdische Gemeinde Wallisgrün und nutzte ihn bis 1940 für Bestattungen. 1848 gründete sich in Kožlany eine Volksgarde. Im Jahre 1924 wurde der bis dahin gebräuchliche Ortsname Kozlany in Kožlany geändert. 1946 wurde die frühere Schule zum Museum umgestaltet.

## Sehenswürdigkeiten
- Reste der Burg Angerbach
- St. Laurentius-Kirche, vor 1384 im gotischen Stil errichtet, nach der Zerstörung durch die Taboriten im Jahre 1430 wieder aufgebaut und im 18. Jahrhundert barock umgestaltet. 1949 wurde in der Kirche ein von Peter Johann Brandl geschaffenen Gemälde des Hl. Laurentius entdeckt.
- Statuen des Hl. Josef und der Madonna in der Vorhalle der Kirche
- Statue des Hl. Johannes von Nepomuk, 1737 geschaffen, östlich der Kirche
- Rathaus
- früherer Gasthof mit Brauerei
- alte Töpferwerkstatt mit historischen Töpferofen
- Beneš-Geburtshaus
- jüdischer Friedhof
- Museum in der früheren Schule mit Ausstellungen zu Edvard Beneš und Josef Klír

## Gemeindegliederung
Zur Stadt Kožlany gehören die Ortsteile Buček (Butschek), Dřevec (Drewetz), Hedčany (Hetzan) und Hodyně (Hodina).

## Persönlichkeiten

### Söhne und Töchter der Stadt
- Josef Klír (1860–1916), tschechischer Maler
- Vojta Beneš (1878–1950), tschechischer Politiker
- Edvard Beneš (1884–1948), Präsident der Tschechoslowakei

### In der Stadt lebten und wirkten
- Josef Holý (1853–1931), tschechischer Komponist
- Václav Levý (1820–1870), tschechischer Bildhauer